# Hylesia cressida
Hylesia cressida är en fjärilsart som beskrevs av Dyar 1913. Hylesia cressida ingår i släktet Hylesia och familjen påfågelsspinnare. Inga underarter finns listade i Catalogue of Life.